# Yecla (Gerichtsbezirk)
Der Gerichtsbezirk Yecla ist einer der elf Gerichtsbezirke in der autonomen Gemeinschaft Murcia.
Der Bezirk umfasst die Gemeinde Yecla auf einer Fläche von 605,64 km² mit dem Hauptquartier in Yecla.